# Studiosystem

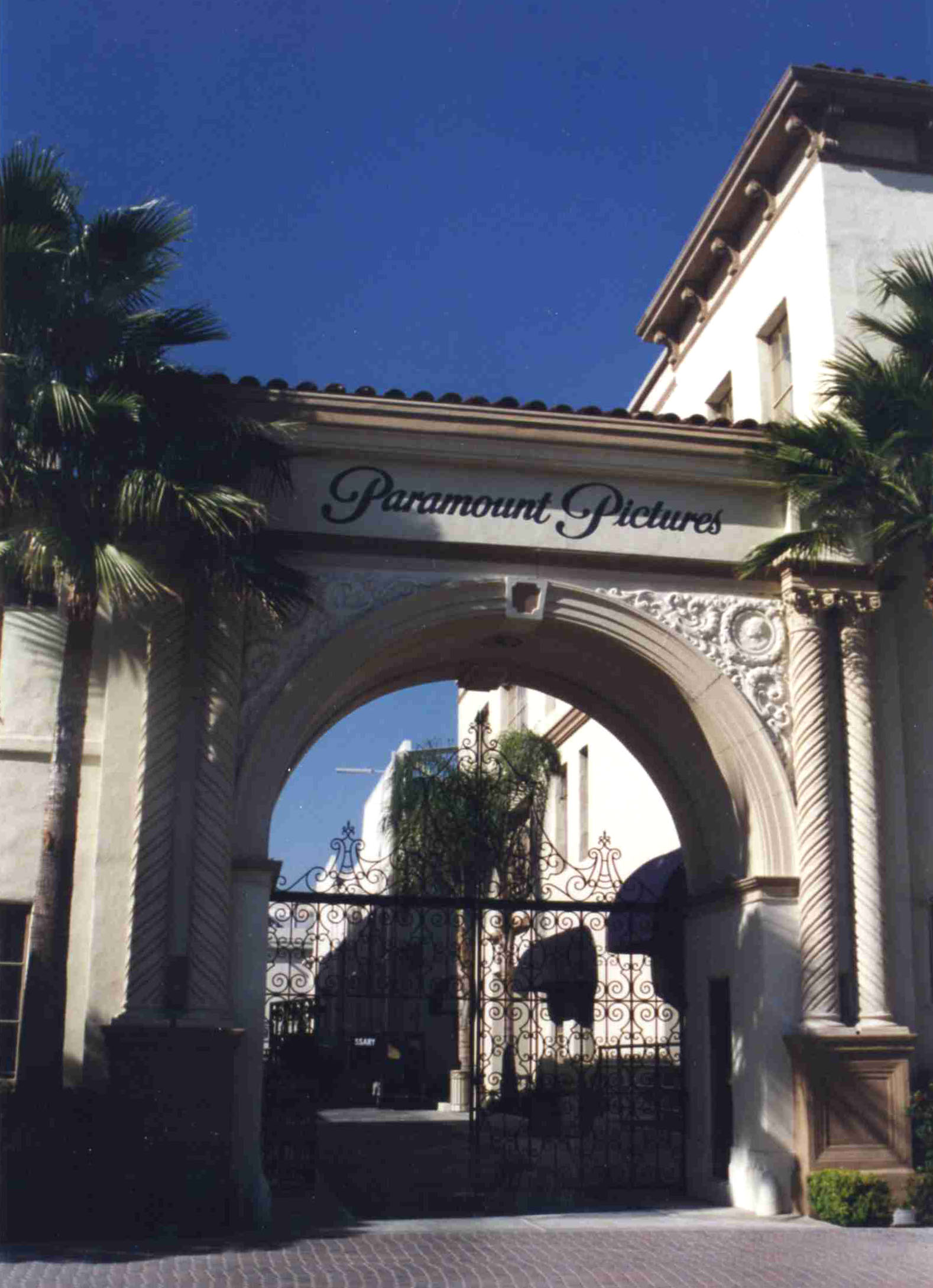
Eingang zum Studio von Paramount

Das Studiosystem war ein System der Filmproduktion, in dem diese wesentlich durch eine kleinere Anzahl großer Filmstudios dominiert wurde. Ihre Blütezeit erlebte diese oligopole Wirtschaftsweise von den 1920ern bis in die 1950er Jahre, dem goldenen Zeitalter Hollywoods, als dort wenige große Gesellschaften Produktion, Filmverleih und -vertrieb sowie Filmvorführung kontrollierten.

## Vertikale Integration
Die eigentliche Schaltstelle blieb für die meisten Firmen zwar New York, doch wuchsen die Firmen mit Produktionsstätten in Hollywood zu enormer Größe heran. Durch Zusammenschlüsse und Übernahmen bildete sich um 1920 allmählich ein mächtiges Oligopol heraus. Die konkurrierende Filmwirtschaft Europas wurde durch den Ersten Weltkrieg deutlich geschwächt und so nutzten die amerikanischen Studios die Chance, den Bedarf an Filmen größtenteils selbst zu decken. Die Schwäche des Monopols Edisons (MPPC) bestand in der unzureichenden Integration der einzelnen Funktionsbereiche. Ebendies leisteten die neuen Großunternehmen. Ihre wirtschaftliche Macht rührte daher, dass sie die Produktion von Filmen, den Filmverleih und den Kinobetrieb selbst übernahmen und somit die Funktionsbereiche vertikal integrierten.

## Das Oligopol
Zum Oligopol gehörten fünf große Studios, die Majors oder Big Five, und drei kleinere, die Little Three. Die Majors waren Paramount Pictures, 20th Century Fox, Metro-Goldwyn-Mayer (MGM), Warner Bros. und RKO Pictures (Radio Keith Orpheum). Ebenfalls in das Oligopol integriert waren die Little Three, Columbia Pictures, Universal Pictures und United Artists. Da diese keine eigenen Filmtheater besaßen, hatten sie allerdings nur geringeren Einfluss.
Die Big Five kontrollierten den Markt, sie besaßen die größten und schönsten Filmpaläste. Etwa 15 % aller Kinos waren in ihrem Besitz, diese warfen jedoch etwa 70 % der gesamten Einnahmen an den Kinokassen der USA ab. Nur in den größten amerikanischen Städten konkurrierten die Big Five direkt miteinander. Ansonsten war das Land in Bereiche aufgeteilt, in denen nur jeweils eine Gesellschaft Kinos unterhielt. Ein Film, der keinen Zugang zu diesen Kinos erhielt, konnte keinen großen Publikumserfolg haben. Zusammen sorgten die Majors in den 1930er und 1940er Jahren für 90 % der amerikanischen Filmproduktionen und 60 % der weltweiten Produktion. Aufgrund der vertikalen Integration der Funktionsbereiche Produktion, Verleih und Kinobetrieb fanden die Premieren in Filmtheatern des Oligopols statt.
Als unabhängige Produktionsfirmen waren beispielsweise Republic Pictures und Monogram Pictures im Geschäft. Ihre Hauptaufgabe war es, B-Movies zu produzieren, die das Kinoprogramm füllten, meist im Doppelpack (Double Feature) mit einem aufwändigen, von einem der großen Studios produzierten A-Movie.

## Die Filmtheater
Die Kinos waren durch Absprachen gemäß ihrer Bedeutung hierarchisiert. In Los Angeles oder New York hatten die Filme in der Regel ihre Premiere und liefen dann eine gewisse Zeit nur in den dortigen Filmpalästen, was als First Run bezeichnet wurde. In den größten, zentral gelegenen Kinos der anderen großen Städte fand anschließend die zweite Reihe von Vorführungen statt, der Second Run. Danach lief ein Film auch in den kleineren Kinos in den Stadtvierteln, den Nabes und schließlich, an vierter Stelle, in den ländlichen Gegenden und in schäbigen Kinos, den Grind Houses. Zwischen den einzelnen Runs gab es jeweils eine Zeit, üblicherweise ein Monat, in der der Film nicht gezeigt wurde. Der Status eines Filmtheaters war von der Position in der Folge der gestaffelten Vorführungsperioden abhängig und wurde anhand bestimmter Zonen und geographischer Territorien festgelegt.
Unabhängige Kinobetreiber konnten keine einzelnen Hollywoodfilme nach Belieben zeigen, sondern mussten ein ganzes Filmpaket en bloc buchen. Um ein großes Programm bieten zu können und Gewinne zu erwirtschaften, waren die Kinos gezwungen, solche Filmpakete zu buchen, auch wenn dies oftmals hieß, die Katze im Sack zu kaufen, zumal einige Filme bereits gebucht werden mussten, bevor sie gedreht waren. Ein Dachverband der Major Companies war die Motion Picture Producers and Distributors of America, Inc. (MPPDA). Gegründet, um ein Eingreifen der Regierung ins Filmgeschäft zu verhindern, wurde der Verband vor allem durch seine Zensur bekannt, den sogenannten Hays Code.

## Die Filmschaffenden
In den Gründungsjahren der Filmindustrie in Hollywood nach 1910 waren die Produktionskosten im Verhältnis zu New York gering. In der Filmbranche existierten noch keine Gewerkschaften und so konnten die Gehälter niedrig gehalten werden. Nach 1914 organisierten sich dann große Teile der amerikanischen Filmarbeiter. Allerdings existierten verschiedene Gewerkschaften, die zeitweise auch gegeneinander arbeiteten. Die gewerkschaftliche und berufsständische Organisationsform war ein wichtiger Bestandteil des hohen Grades der Arbeitsteilung in der Filmindustrie und somit auch eine Ursache der außergewöhnlichen Leistungsfähigkeit und des hohen Outputs an Qualitätsfilmen Hollywoods. Allerdings sorgte die festgeschriebene Arbeitsteilung im Zusammenhang mit dem festgefügten Studiosystem auch für eine gewisse Standardisierung des Hollywoodfilms. Hochspezialisierte und schwer ersetzbare Kräfte wie Kameraleute, Drehbuchautoren oder Schauspieler mit Star-Status waren eher Mitglieder spezieller Gilden. Exporte ins Ausland waren damals wie heute eine wichtige Einnahmequelle.

## Das Ende des Studiosystems
Gegen Ende der 1940er-Jahre fielen mehrere Gerichtsentscheidungen, welche die Macht des Studiosystems beschnitten. Die wohl bedeutendste war 1948 der Fall United States v. Paramount Pictures, Inc., bei dem der Staat Paramount Pictures wegen mangelhafter Wettbewerbsrechte anklagte. Die Paramount verlor den Prozess und wurde schließlich gezwungen, ihre Filmproduktion von ihrem Kinoverleih zu trennen. In den folgenden Jahren mussten alle der großen Filmstudios damit nachfolgen, die im Abschnitt „Die Filmtheater“ beschriebenen Verhältnisse waren damit nicht mehr vorhanden. Dazu kam das neue Medium des Fernsehens, welches Anfang der 1950er-Jahre seinen großen Durchbruch erlebte und Zuschauer abjagte. Es wurden zunehmend weniger Filme, aber dafür kostspieligere (beispielsweise Monumentalfilme) gedreht. Die mächtigen Studiobosse, die einst die Filmstudios begründet hatten, waren inzwischen hochbetagt oder tot; Nachfolger von gleicher Macht folgten nicht.
Bereits Ende der 1950er-Jahre wurden rund 50 % der Filme unabhängig produziert, oft von berühmten und wohlhabenden Regisseuren, Produzenten und Starschauspielern, die selbst ihren Durchbruch innerhalb des Studiosystems gehabt hatten und nun ihre Filme unabhängig produzierten, was für sie mit höheren Gehältern und größerem künstlerischen Einfluss verbunden war. Anfang der 1960er-Jahre löste sich das Studiosystem endgültig auf. Die meisten der alten Filmstudios existieren auch heute noch in veränderter Form, haben aber nicht mehr dieselbe Macht wie früher oder kümmern sich nur um den Vertrieb ihrer alten Filme.